# Myosorex tenuis
Myosorex tenuis је сисар из реда Eulipotyphla и породице ровчица (лат. Soricidae). 

## Распрострањење
Јужноафричка Република је једино познато природно станиште врсте.

## Станиште
Врста Myosorex tenuis има станиште на копну.

## Угроженост
Подаци о распрострањености ове врсте су недовољни.

### Популациони тренд
Популациони тренд је за ову врсту непознат.